# Chthonius alpicola
Espèce
Chthonius alpicola est une espèce de pseudoscorpions de la famille des Chthoniidae.

## Distribution
Cette espèce se rencontre en Italie, en Autriche et en Allemagne.

## Étymologie
Son nom d'espèce lui a été donné en référence au lieu de sa découverte, les Alpes.

## Publication originale
- Beier, 1951 : Zur Kenntnis der ostalpinen Chthoniiden (Pseudoscorp). Entomologisches Nachrichtenblatt Österreichischer und Schweizer Entomologen, vol. 3, p. 163-166.